# Citerna
Citerna – miejscowość i gmina we Włoszech, w regionie Umbria, w prowincji Perugia.
Według danych na rok 2004 gminę zamieszkiwało 3131 osób, 130,5 os./km².